# Saint-Abraham
Saint-Abraham è un comune francese di 564 abitanti situato nel dipartimento del Morbihan nella regione della Bretagna.

## Società

### Evoluzione demografica
Abitanti censiti